# Borków (powiat pińczowski)
Borków – wieś sołecka w Polsce położona w województwie świętokrzyskim, w powiecie pińczowskim, w gminie Pińczów.
W latach 1975–1998 miejscowość należała administracyjnie do województwa kieleckiego.
| SIMC    | Nazwa      | Rodzaj             |
| ------- | ---------- | ------------------ |
| 0262728 | Zapiaszcza | część miejscowości |

## Historia
Borków wieś nad Strugą Chwałowicką (dopływ Nidy) w powiecie pińczowskim, gminie Kliszów, parafii Kije, odległy 9 wiorst od Pińczowa. 

W połowie XV w. własność kapituły krakowskiej miała 4 łany kmiece dające po 1 groszu czynszu. (Długosz L.B. t.I s.172)
Według spisu powszechnego z roku 1921 w Borkowie było 21 domów i 118 mieszkańców.
Zobacz też: inne miejscowości o nazwie Borków w słowniku Borków (powiat pińczowski), [w:] Słownik geograficzny Królestwa Polskiego, t. XV, cz. 1: Abablewo – Januszowo, Warszawa 1900, s. 206. i Borków (powiat pińczowski), [w:] Słownik geograficzny Królestwa Polskiego, t. I: Aa – Dereneczna, Warszawa 1880, s. 312..